# Ehrhardt/21
Der Ehrhardt/21, auch Schupo Sonderwagen Ehrhardt/21, war ein Radpanzer, der von den Schutz- und Ordnungspolizeien der Weimarer Republik als Sonderwagen eingesetzt wurde. Von 1921 bis 1925 wurden von der Firma Ehrhardt Nutzfahrzeugbau in Zella-Mehlis 30 Fahrzeuge gebaut und ausgeliefert. Das Fahrzeug und verschiedene nahe Varianten von Panzerwagen sind frühe Modelle aus der Reihe von wieder aufgenommenen Panzerentwicklungen in Deutschland nach dem Ersten Weltkrieg.

## Geschichte

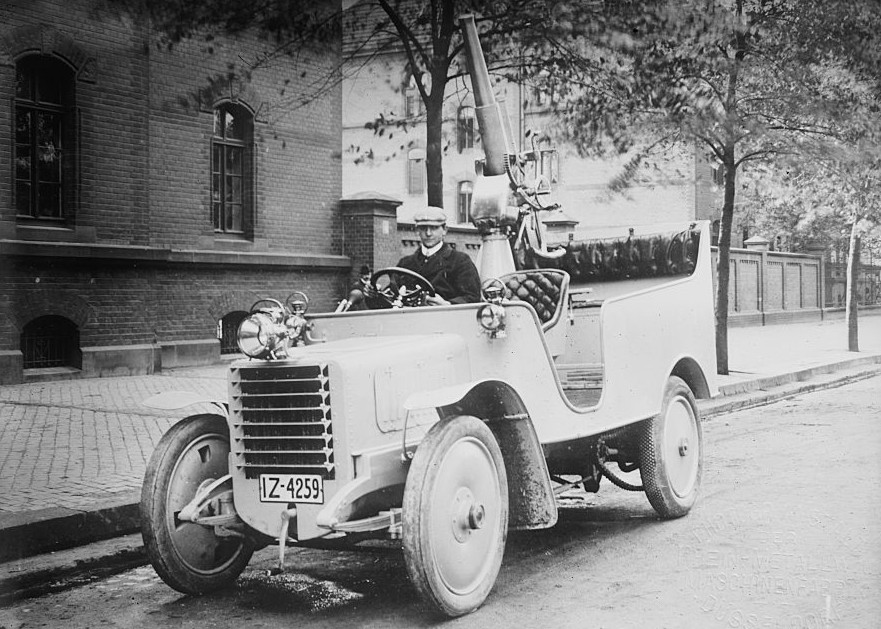
5-cm-Flak, ungepanzerte Selbstfahrlafette von Ehrhardt

Der Austro-Daimler Panzerwagen von 1903 gilt als erster „Straßenpanzerwagen“ mit Allradantrieb und Geschützturm. Zur Automobilausstellung 1906 in Berlin stellte Ehrhardt ein gepanzertes Ballonverfolgungsfahrzeug mit einer 5 cm Flugabwehrkanone L/30 auf „Mittelpivot-Wiegenlafette M06“ (Richtbereich −5° bis + 70°, seitlich 60 Grad) vor, von dem auch von Ehrhardt eine ungepanzerte/offene Variante mit 5 cm Flugabwehrkanone (auch) als Selbstfahrlafette (Richtbereich seitlich 360 Grad) bekannt ist.
Im Ersten Weltkrieg wurden 1912 weitere Modelle mit „Ballonabwehrkanone (BAK)“ entwickelt und gepanzerte Modelle mit Maschinengewehren wurden 1914 von der Daimler-Motoren-Gesellschaft und 1915 das Modell Büssing A5P von Büssing für Infanterietruppen entwickelt. Der Panzerwagen Daimler/15 basierte auf dem BAK-Modell von 1912. Ehrhardt stellte 1915 das Modell Ehrhardt E-V/4 Straßenpanzerwagen vor, welche ab 1917 als Ehrhardt/17 in verbesserter Art mit Drehturm gebaut wurde. Radverbreiterungen mit sogenannte „Sandfelgen“ sollen das Einsinken der schmalen Vollgummireifen verhindern. Durch die Entwicklungen des Sturmpanzerwagen A7V und Sturmpanzerwagen A7V-U blieben die Panzerwagen als Radfahrzeuge in vergleichsweise unbedeutender Position und konnten sich im Krieg nicht allgemein durchsetzten. Durch die Unruhen in der Nachkriegszeit ergab sich 1919 ein Folgebedarf. 1919 wurde von Ehrhardt eine Serie mit 20 Exemplaren aufgelegt, die mit Stahlblechpanzerung der Räder ausgerüstet wurden und im Wesentlichen der Serie Ehrhardt/17 glichen.
Der Friedensvertrag von Versailles vom 28. Juni 1919 verbot dem Deutschen Reich den Besitz und die Entwicklung von Panzerkampfwagen (mit Gleisketten) und von gepanzerten Radfahrzeugen für das Reichsheer. Im Juni 1920 wurde auf der Konferenz in Boulogne dem Versailler Vertrag ein Zusatz beigefügt, der 150 Panzerwagen mit Maschinengewehren für Polizeieinsätze für innerdeutsche Gebiete erlaubte. Durch Erlaubnis der interalliierten Militär-Kontrollkommission durften den Schutz- und Ordnungspolizeien der deutschen Bundesstaaten gepanzerte Fahrzeuge übergeben werden. Gemäß den Bestimmungen durfte das Reichsheer 105 unbewaffnete, gepanzerte Mannschaftstransportwagen besitzen. Die Reichswehr behielt Fahrzeuge mit DZVR-Fahrwerken als „Gepanzerte Kraftwagen Sd.Kfz 3“ im Bestand konnte aber ihre Quote wegen Produktionsengpässen nicht voll ausschöpfen.

## Beschreibung
Von 1921 bis 1925 wurden von der Firma Ehrhardt Nutzfahrzeugbau in Zella-Mehlis 30 Fahrzeuge gebaut und ausgeliefert. Das Chassis und der Antrieb basierten konstruktiv auf Vorgängermodellen wie dem Ehrhardt E-V/4 Straßenpanzerwagen und Ehrhardt/17. Soweit bekannt, verfügte die Polizei Dresden 1926 über zwei Ehrhardt/21. Der in den Ehrhardt-Werken Zella-Mehlis produzierte Prototyp wurde im März 1920 zur Niederschlagung des Kapp-Putsches eingesetzt.

### Gemeinsame Merkmale der Sonderwagen Daimler, Benz und Ehrhardt
Alle Sonderwagen Daimler/21, Benz/21 und Ehrhardt besaßen als gemeinsame Merkmale einen Panzeraufbau mit zwei diametral gegenüberliegenden Drehtürmen mit je einem Maschinengewehr, einen vorn liegenden Motor, ein Sondergetriebe und umschaltbare, doppelt vorhandene Lenkgetrieben, so dass die Fahrzeuge bei Bedarf abwechselnd von Fahrern rückwärts gesteuert werden konnte wie vorwärts. Lenkbar war nur eine Achse. Die Panzerwagen waren hoch gebaut, um das Besteigen der Fahrzeuge zu erschweren. Durch ihr Eigengewicht waren sie in der Lage, Barrikaden mit Hilfe von rammbockartigen, angebauten Rahmenverstärkungen beiseitezuschieben. Die überdimensionierten Motorkühler konnten von innen nachgefüllt werden. Das Material der Panzerung aus einer speziellen Chromnickelstahllegierung musste mit aufwendigen Wärmebehandlungsprozessen vorbehandelt werden und hatte am fertigen Fahrzeug eine Festigkeit von 170 bis 180 kp (etwa 1,7 bis 1,8 kN) per mm2. Im so genannten Polizeikampf dienten sie zur gewaltsamen Aufklärung, als Vorhut oder auch als Rückhalt für die infanteristisch eingesetzten Beamten.

### Besonderheiten des Ehrhardt/21
Manche Ausführung der Sonderwagen-Reihen unterscheiden sich in nur wenigen Details der drei Hersteller Benz (Gaggenau), Daimler (Stuttgart) und Ehrhardt (Zella-Mehlis).
- Die Variante „Schupo Sonderwagen 21 Ehrhardt/21 "21"“ basierte auf einem eigenen Chassis von Ehrhardt, welches im zuvor bei einer Flak-Selbstfahrlafette für Ballonabwehrkanonen (BAK) und beim Modell Ehrhardt E-V/4 Straßenpanzerwagen und beim Modell Ehrhardt/17 eingesetzt wurde. Der abgeflachte „Seitenerker“ mit Schießscharten ist gut erkennbar und deutlich anders als beim Daimler DZVR 21. Die Felgen bestanden aus Stahlguss, was bei den anderen Herstellern nicht der Fall war (Benz Stahlscheiben, Daimler Holzspeichen). Die vorderen Kotflügel sind beim Ehrhardt/21 etwas runder als bei den anderen Sonderwagen.
- Die Variante VP21 hat als markantes Merkmal einen abgeflachten „Seitenerker“ mit kleinen Öffnungen die als Schießscharten genutzt werden konnten.

Variantenvergleich in Bildern:

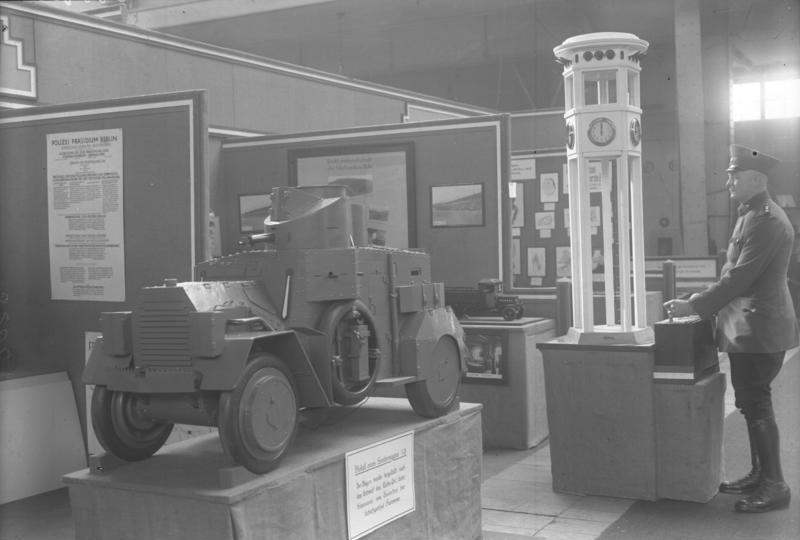
DZVR 19, Einzelturm, spitzer „Seitenerker“
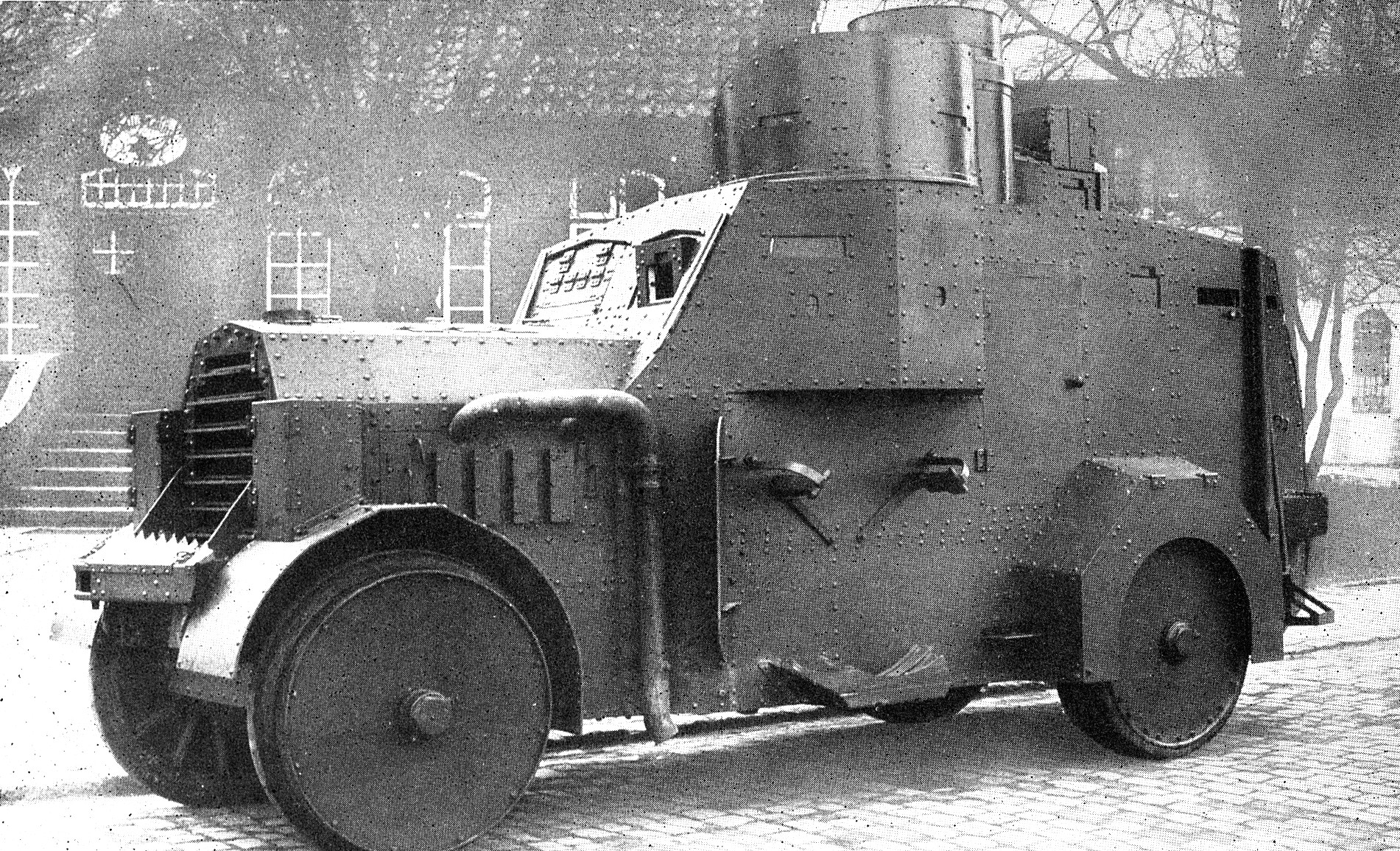
Ehrhardt/21, Doppelturm, flacher „Seitenerker“
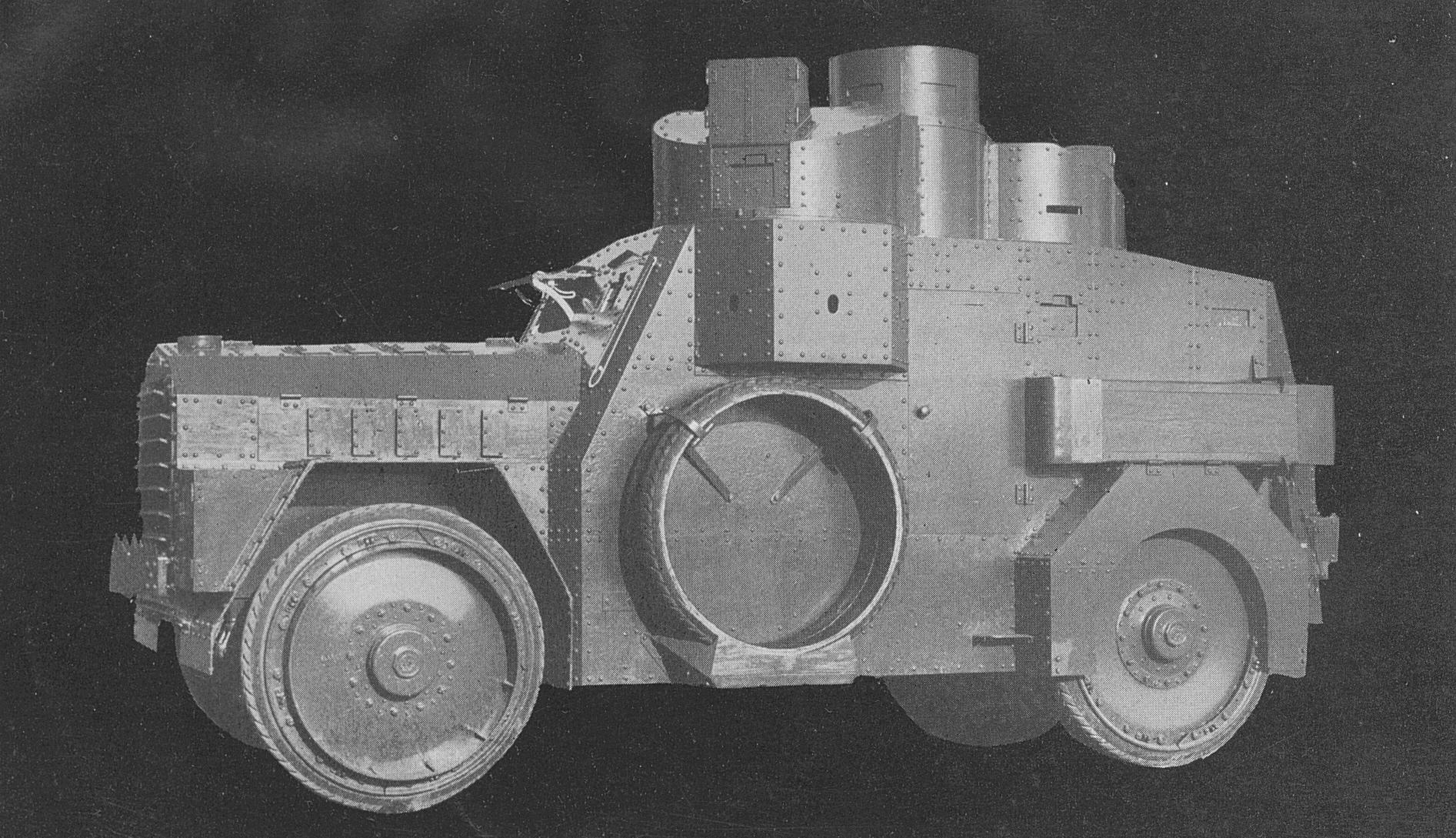
Benz/21 VP21, Doppelturm, flacher „Seitenerker“
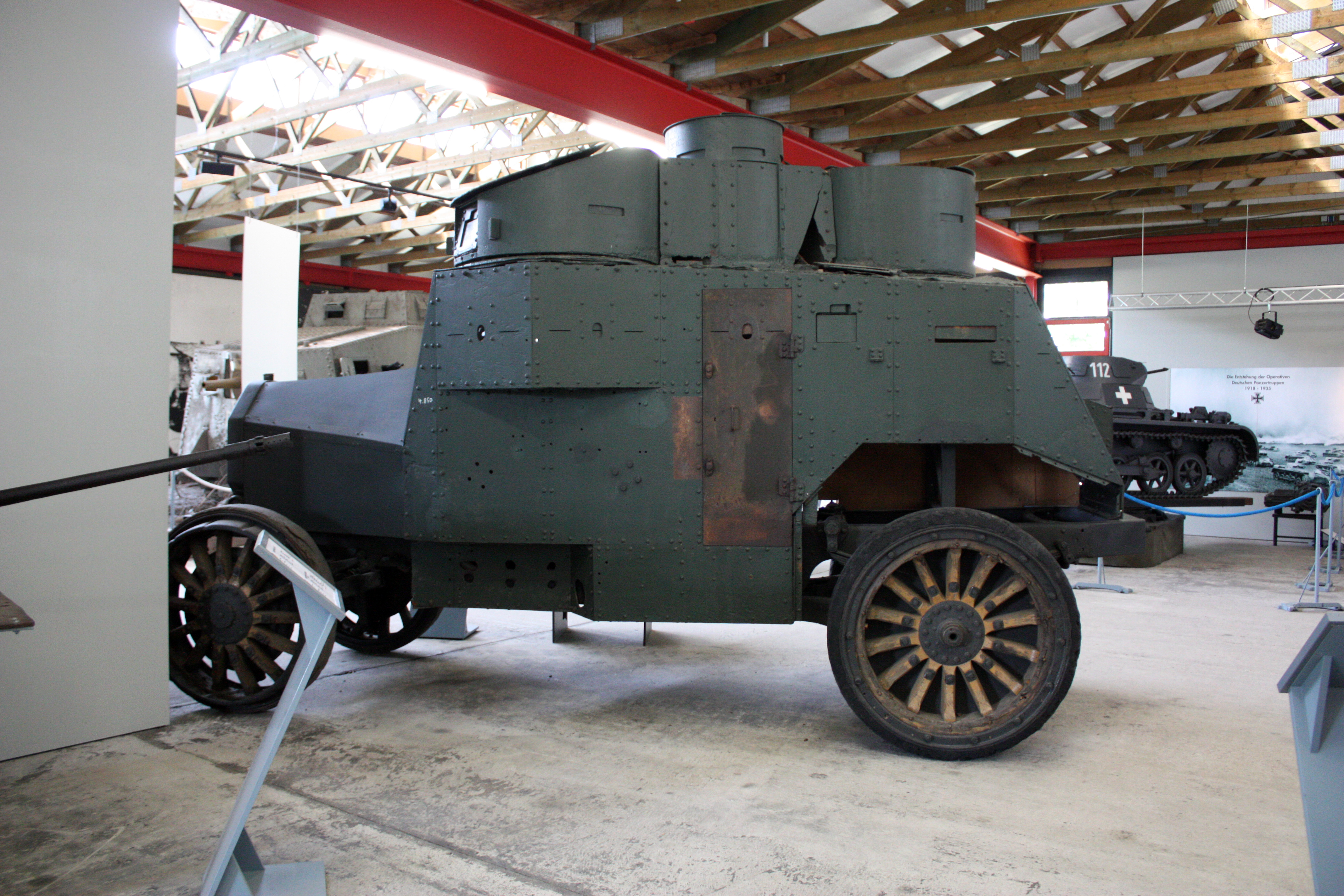
Daimler DZVR 21, Doppelturm spitzer „Seitenerker“
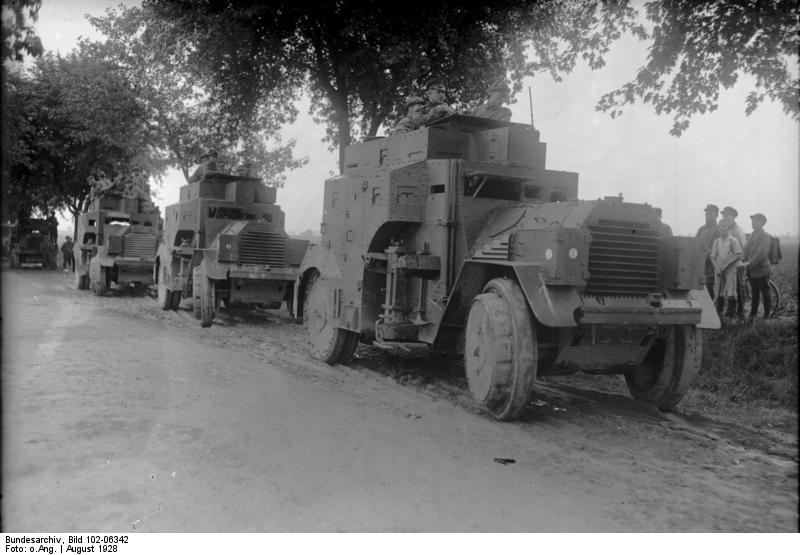
Sd.Kfz. 3, militärische Variante „Gepanzerter Kraftwagen“ mit deutlich anderem Aufbau

## Technische Daten
Datenblatt Ehrhardt/21 Ausführung Schupo Sonderwagen 21:
- Konstruktion/Produktion: Ehrhardt Nutzfahrzeugbau
- Zulässiges Gesamtgewicht: 11,0 t
- Länge: 6,50 m
- Breite: 2,41 m
- Höhe: 3,45 m
- Radstand: 3900 mm
- Spurweite: 1600 mm
- Räder: Stahlgußfelgen, vorn Sandfelgenverbreiterung, hinten zwillingsbereift
- Reifen: Vollgummi 1220 × 160
- Bodenfreiheit: 360 mm
- Steigfähigkeit: 25 %
- Motor: Ehrhardt
- Zylinder: 4
- Bohrung: 136 mm
- Hub: 160 mm
- Hubraum: 8490 cm³
- Leistung: 80 PS (59 kW) bei 1300/min
- Getriebe: 6-Gang vorwärts, 6-Gang rückwärts
- Antriebsformel: 4×4
- Leistungsgewicht: 7,2 PS/t
- Höchstgeschwindigkeit (Straße): 56 km/h
- Kraftstoffverbrauch/100 km: 75 Liter
- Tankinhalt: 3 Tanks, Gesamt 250 Liter
- Fahrbereich: 350 km
- Besatzung: 6 Mann (6 Sitzplätze)
- Panzerung: 4 bis 12 mm
- Bewaffnung: 2 MG 08 mit Wasserkühlung in zwei Panzerdrehtürmen